# Couturelle
Couturelle ist eine französische Gemeinde mit 76 Einwohnern (Stand 1. Januar 2022) im Département Pas-de-Calais in der Region Hauts-de-France. Sie gehört zum Arrondissement Arras, zum Kanton Avesnes-le-Comte und zum Kommunalverband Campagnes de l’Artois.

## Lage
Die Gemeinde Couturelle liegt am Südrand des Artois an der Grenze zum Département Somme, 23 Kilometer südwestlich von Arras. Nachbargemeinden von Couturelle sind Saulty im Osten, Lucheux im Südwesten, Humbercourt im Westen sowie Coullemont im Nordwesten.

## Bevölkerungsentwicklung
| Jahr                       | 1962 | 1968 | 1975 | 1982 | 1990 | 1999 | 2006 | 2015 | 2022 |
| -------------------------- | ---- | ---- | ---- | ---- | ---- | ---- | ---- | ---- | ---- |
| Einwohner                  | 130  | 126  | 108  | 102  | 106  | 87   | 94   | 70   | 76   |
| Quellen: Cassini und INSEE |      |      |      |      |      |      |      |      |      |

## Sehenswürdigkeiten
- Kirche Saint-Thomas-de-Cantorbéry

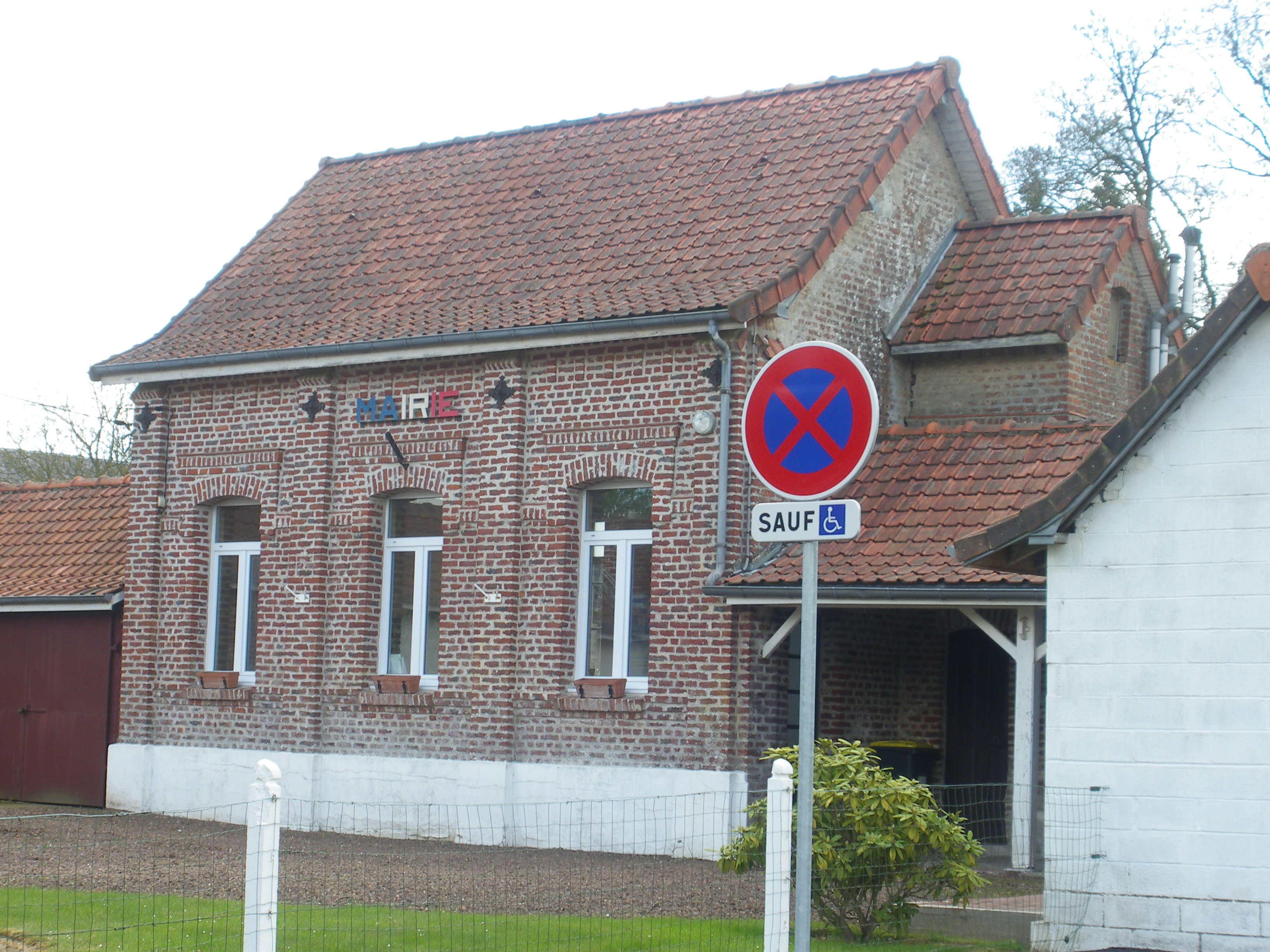
Mairie Couturelle
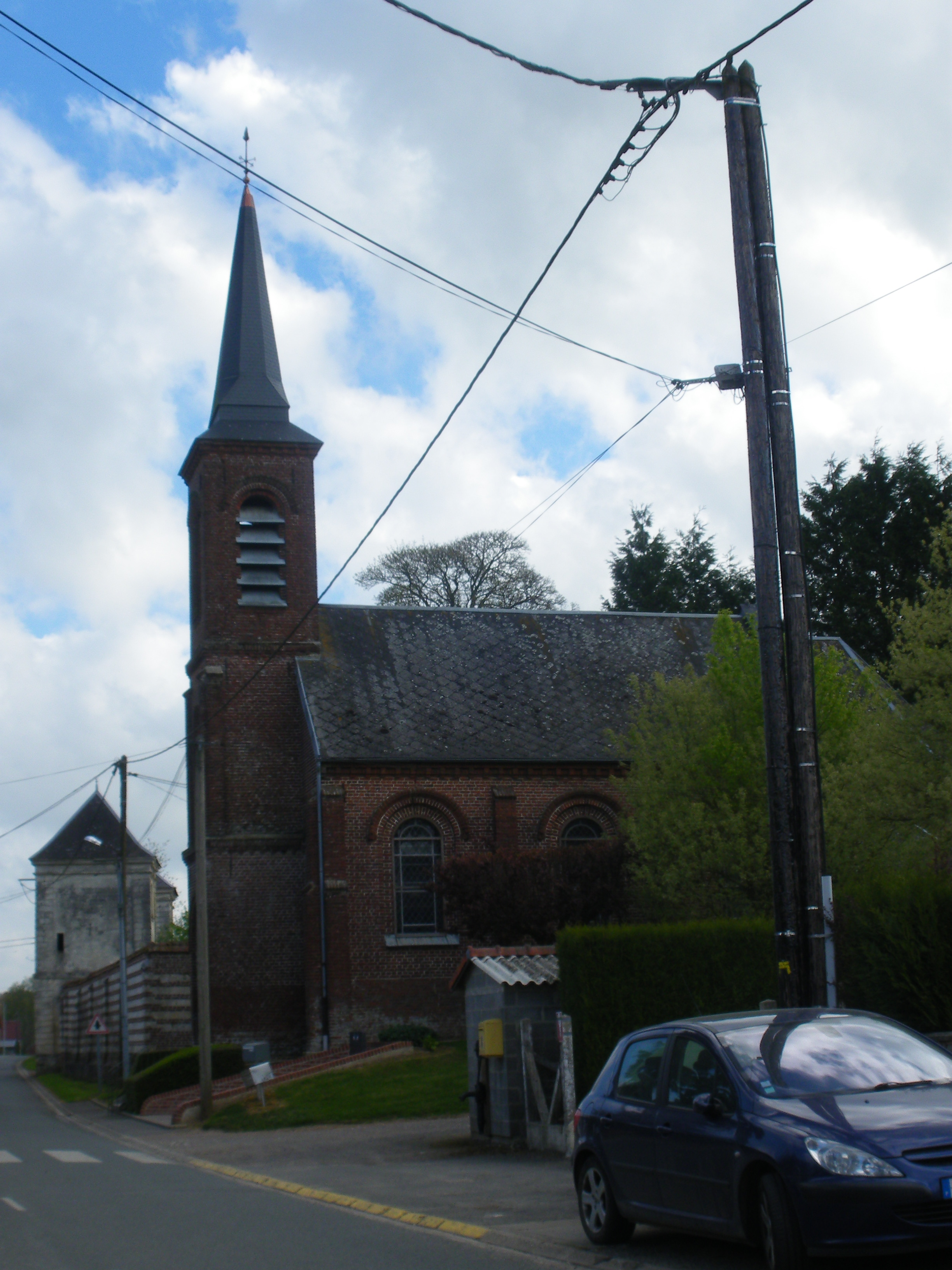
Kirche Saint-Thomas-de-Cantorbéry